# Cinachyrella alloclada
Cinachyrella alloclada är en svampdjursart som först beskrevs av Uliczka 1929.  Cinachyrella alloclada ingår i släktet Cinachyrella och familjen Tetillidae. Inga underarter finns listade i Catalogue of Life.